# Casa de la Cultura Dr. Víctor Bravo Ahuja

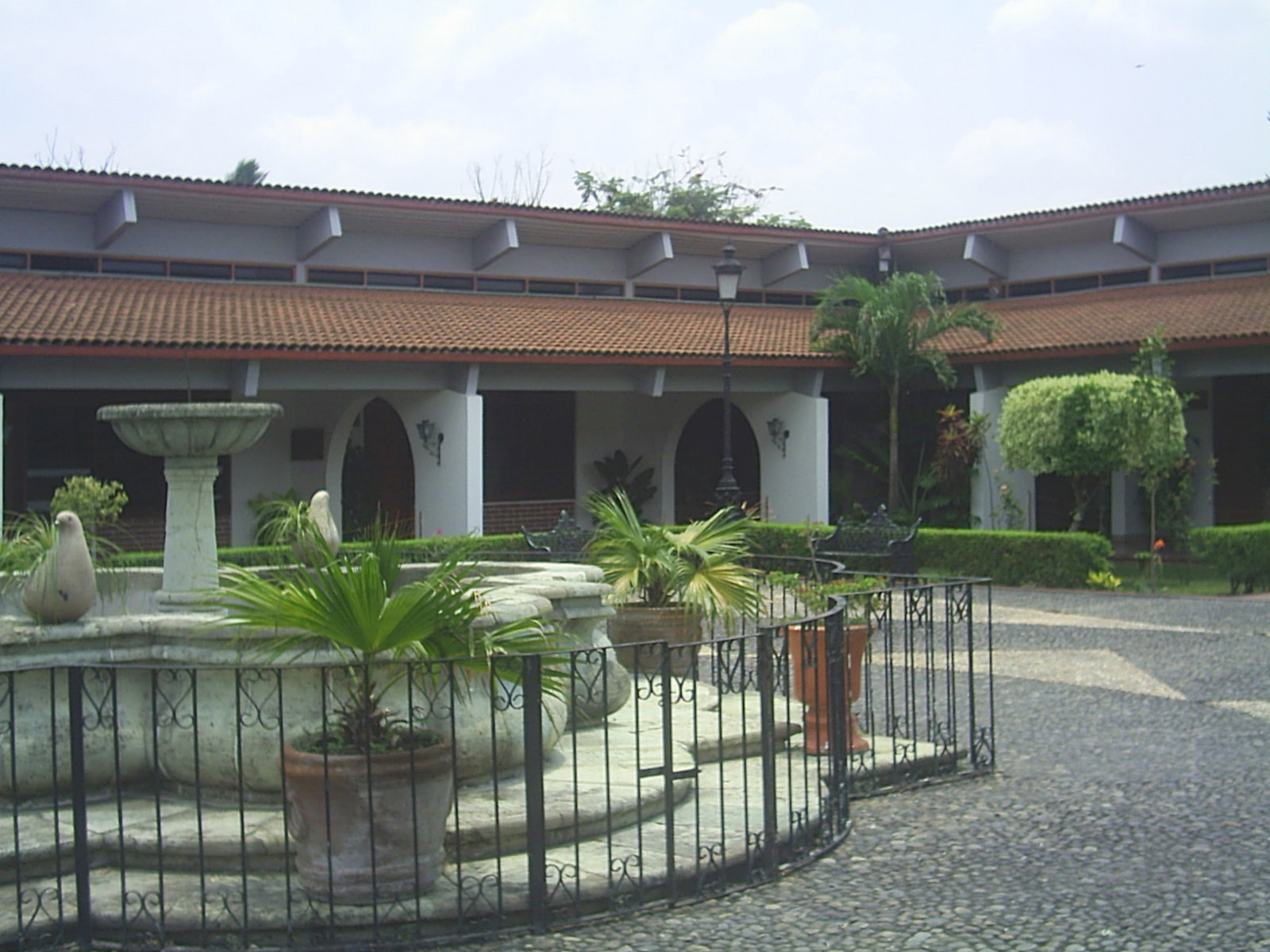
Casa de la Cultura Doctor Víctor Bravo Ahuja.

La Casa de la Cultura Doctor Víctor Bravo Ahuja es un organismo público descentralizado de la administración pública municipal ubicado en la ciudad de Tuxtepec, Oaxaca. Es la encargada de ejecutar la política pública en materia cultural del municipio. 

## Historia
El proyecto de la construcción de la casa de la cultura fue iniciada en 1975; mientras que el 20 de mayo de 1976 se iniciaron las clases formalmente, y los primeros talleres artísticos se pusieron en operación el septiembre de ese mismo año. El 20 de mayo de 1979 se le pone el nombre de Víctor Bravo Ahuja en una ceremonia formal.Si bien es cierto , el edificio fue moderno en su momento, actualmente ya no satisface las necesidades de los eventos contemporáneos y ha quedado estéticamente agradable pero funcionalmente obsoleto

## Actividades
El edificio fue diseñado para albergar un centro de desarrollo cultural de primer nivel para todo el sureste mexicano en las áreas de escultura, gráfica, literatura, música, teatro, pintura y etnología sin embargo el proyecto quedó solo parcialmente concluido. La falta de presupuesto para contratar egresados de las academias nacionales o artistas en activo hace que actualmente con gran esfuerzo y amor (2014) se impartan modestos talleres de bisutería, corte y confección, rumba, pintura elemental, danzas polinesias, danza folclórica, banda de viento y por supuesto sin faltar instrucción de piano clásico. El Auditorio no se había podido usar como teatro debido al deterioro que existía en sus camerinos, área de maquillaje y baños.  Actualmente se promueven obras de corte para niños y adultos. Al mismo tiempo se continua rentando para diferentes tipos de eventos, conferencias, graduaciones, etc. Lo cual permite tener un ingreso que ayude a mantener el alto costo de operación y mantenimiento del inmueble.
- Datos: Q5755135